# Бочечанська волость (Путивльський повіт)
Бочечанська волость — адміністративно-територіальна одиниця Путивльського повіту Курської губернії.
Станом на 1886 рік — складалася з 6 поселень, 19 сільських громад. Населення — 5984 особи (2906 осіб чоловічої статі та 3078 — жіночої), 771 дворове господарство.
|                     | Площа, десятин | У тому числі орної, десятин |
| ------------------- | -------------- | --------------------------- |
| Сільських громад    | 5821           | 5433                        |
| Приватної власності | 7690           | 4572                        |
| Іншої власності     | 70             | 67                          |
| Загалом             | 13581          | 10072                       |

Найбільші поселення волості:
- Бочечки — колишнє власницьке та державне село за 30 верст від повітового міста, 3447 осіб, 463 двори, православна церква, школа, 2 ярмарки. За версту — цукро-пісковий завод.
- В'язове — колишнє власницьке село, 2048 осіб, 307 дворів, православна церква, цегельний завод.